# Sainte-Christie-d'Armagnac
Pour les articles homonymes, voir Sainte-Christie et Armagnac.
Sainte-Christie-d'Armagnac (Senta Crestia d'Armanhac en gascon) est une commune française située dans l'ouest du département du Gers, en région Occitanie. Sur le plan historique et culturel, la commune est dans le Bas-Armagnac, ou Armagnac noir, un pays s'inscrivant entre les vallées de l'Auzoue, la Gélise, la Douze et du Midou.
Exposée à un climat océanique altéré, elle est drainée par la Douze, la Midouze, le Midouzon, le ruisseau de Saint-Aubin et par divers autres petits cours d'eau. La commune possède un patrimoine naturel remarquable : un site Natura 2000 (le « réseau hydrographique du Midou et du Ludon ») et trois zones naturelles d'intérêt écologique, faunistique et floristique.
Sainte-Christie-d'Armagnac est une commune rurale qui compte 379 habitants en 2022, après avoir connu un pic de population de 953 habitants en 1856.  Elle fait partie de l'aire d'attraction de Nogaro.
Ses habitants sont appelés les Saint-Christois et Saint-Christoises.
Le patrimoine architectural de la commune comprend deux  immeubles protégés au titre des monuments historiques : Le Castet, inscrit en 2014 et classé en 2016, et la motte castrale, inscrite en 2015.

## Géographie

### Localisation
Sainte-Christie-d'Armagnac est une commune située dans l'Armagnac sur le Midouzon à 46 km au sud-ouest de Condom.

### Communes limitrophes
Les communes limitrophes sont Bourrouillan, Caupenne-d'Armagnac, Cravencères, Loubédat, Manciet, Nogaro et Salles-d'Armagnac.
| Salles-d'Armagnac   | Bourrouillan               |             |
| Caupenne-d'Armagnac | Sainte-Christie-d'Armagnac | Manciet     |
| Nogaro              | Loubédat                   | Cravencères |

### Géologie et relief
Sainte-Christie-d'Armagnac se situe en zone de sismicité 1 (sismicité très faible).

### Hydrographie

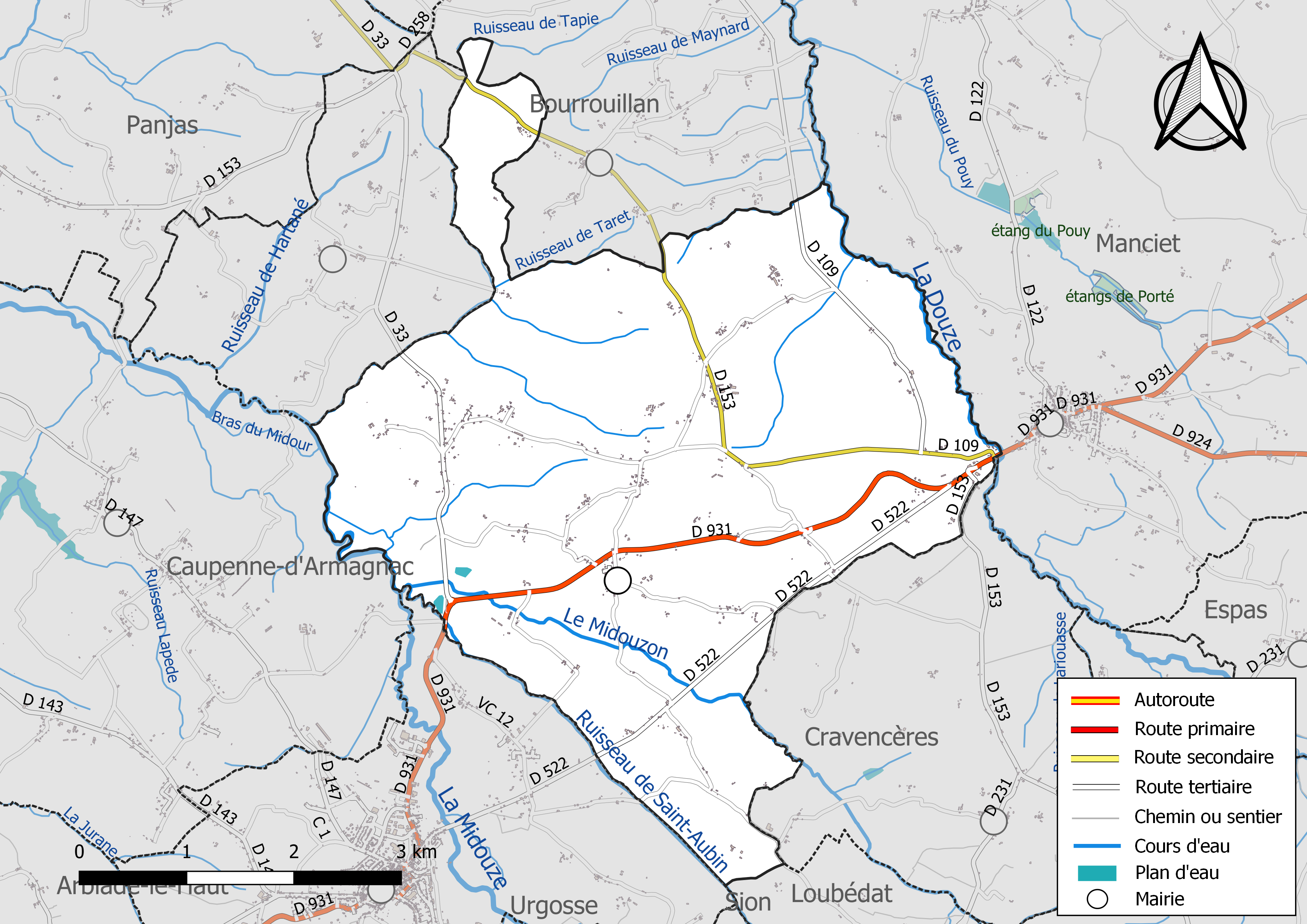
Réseaux hydrographique et routier de Sainte-Christie-d'Armagnac.

La commune est dans le bassin de l'Adour, au sein du bassin hydrographique Adour-Garonne. Elle est drainée par la Douze, la Midouze, le Midouzon, le ruisseau de Saint-Aubin, le ruisseau de Tapie, le ruisseau de Taret et par divers petits cours d'eau, qui constituent un réseau hydrographique de 20 km de longueur totale,.
La Douze, d'une longueur totale de 123,5 km, prend sa source dans la commune de Gazax-et-Baccarisse et s'écoule du sud-est vers le nord-ouest puis vers le sud. Elle traverse la commune et se jette dans la Midouze à Mont-de-Marsan, après avoir traversé 34 communes.
La Midouze, d'une longueur totale de 151,5 km, prend sa source dans la commune d'Armous-et-Cau et s'écoule du sud-est vers le nord-ouest puis vers l'ouest. Elle traverse la commune et se jette dans l'Adour à Vicq-d'Auribat, après avoir traversé 46 communes.
Le Midouzon, d'une longueur totale de 14,5 km, prend sa source dans la commune d'Aignan et s'écoule du sud-est vers le nord-ouest. Il traverse la commune et se jette dans le ruisseau de Saint-Aubin sur le territoire communal, après avoir traversé 6 communes.
Le ruisseau de Saint-Aubin, d'une longueur totale de 11,8 km, prend sa source dans la commune de Sabazan et s'écoule du sud-est vers le nord-ouest. Il traverse la commune et se jette dans la Midouze à Caupenne-d'Armagnac, après avoir traversé 7 communes.

### Climat
Pour des articles plus généraux, voir Climat de l'Occitanie et Climat du Gers.
En 2010, le climat de la commune est de type climat du Bassin du Sud-Ouest, selon une étude s'appuyant sur une série de données couvrant la période 1971-2000. En 2020, Météo-France publie une typologie des climats de la France métropolitaine dans laquelle la commune est exposée à un climat océanique altéré et est dans la région climatique Aquitaine, Gascogne, caractérisée par une pluviométrie abondante au printemps, modérée en automne, un faible ensoleillement au printemps, un été chaud (19,5 °C), des vents faibles, des brouillards fréquents en automne et en hiver et des orages fréquents en été (15 à 20 jours).
Pour la période 1971-2000, la température annuelle moyenne est de 13,7 °C, avec une amplitude thermique annuelle de 15,6 °C. Le cumul annuel moyen de précipitations est de 932 mm, avec 10,9 jours de précipitations en janvier et 7 jours en juillet. Pour la période 1991-2020, la température moyenne annuelle observée sur la station météorologique la plus proche, située sur la commune du Houga à 14 km à vol d'oiseau, est de 13,8 °C et le cumul annuel moyen de précipitations est de 875,9 mm,. Pour l'avenir, les paramètres climatiques de la commune estimés pour 2050 selon différents scénarios d'émission de gaz à effet de serre sont consultables sur un site dédié publié par Météo-France en novembre 2022.

### Milieux naturels et biodiversité

#### Réseau Natura 2000

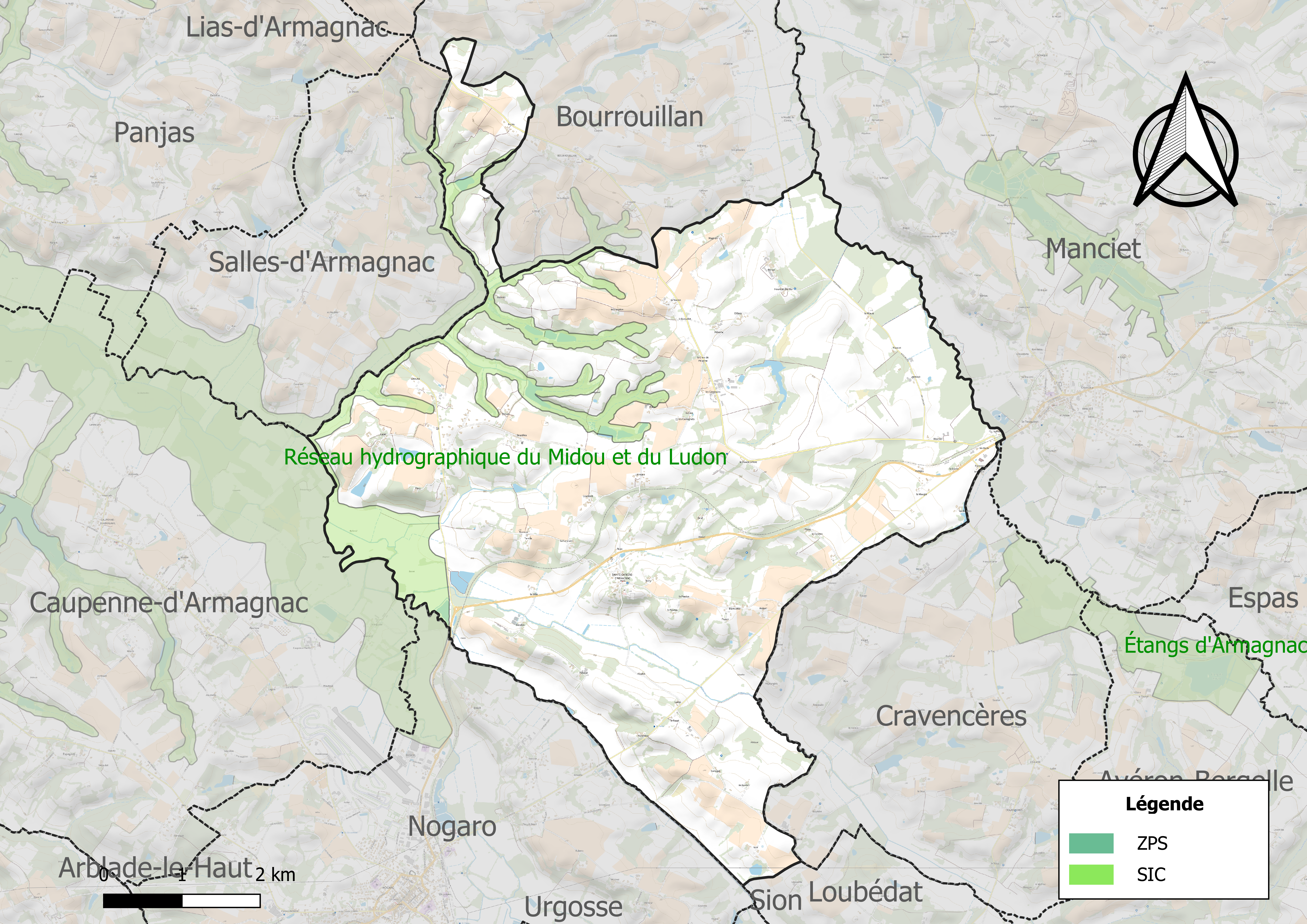
Site Natura 2000 sur le territoire communal.

Le réseau Natura 2000 est un réseau écologique européen de sites naturels d'intérêt écologique élaboré à partir des directives habitats et oiseaux, constitué de zones spéciales de conservation (ZSC) et de zones de protection spéciale (ZPS).
Un site Natura 2000 a été défini sur la commune au titre de la directive habitats : le « réseau hydrographique du Midou et du Ludon », d'une superficie de 6 542 ha, un site présentant une diversité d’habitats relativement importante, malgré une faible représentativité des habitats d’intérêt communautaire.

#### Zones naturelles d'intérêt écologique, faunistique et floristique
L’inventaire des zones naturelles d'intérêt écologique, faunistique et floristique (ZNIEFF) a pour objectif de réaliser une couverture des zones les plus intéressantes sur le plan écologique, essentiellement dans la perspective d’améliorer la connaissance du patrimoine naturel national et de fournir aux différents décideurs un outil d’aide à la prise en compte de l’environnement dans l’aménagement du territoire.
Une ZNIEFF de type 1 est recensée sur la commune :
l'« étang et bois de l'Escoubillon » (43 ha), couvrant 2 communes du département et deux ZNIEFF de type 2, : 
- « la Douze et milieux annexes » (11 575 ha), couvrant 29 communes dont 26 dans le Gers et trois dans les Landes[20] ;
- le « réseau hydrographique du Midou et milieux annexes » (6 344 ha), couvrant 43 communes dont 37 dans le Gers et six dans les Landes[21].

Carte des ZNIEFF de type 1 et 2 à Sainte-Christie-d'Armagnac.
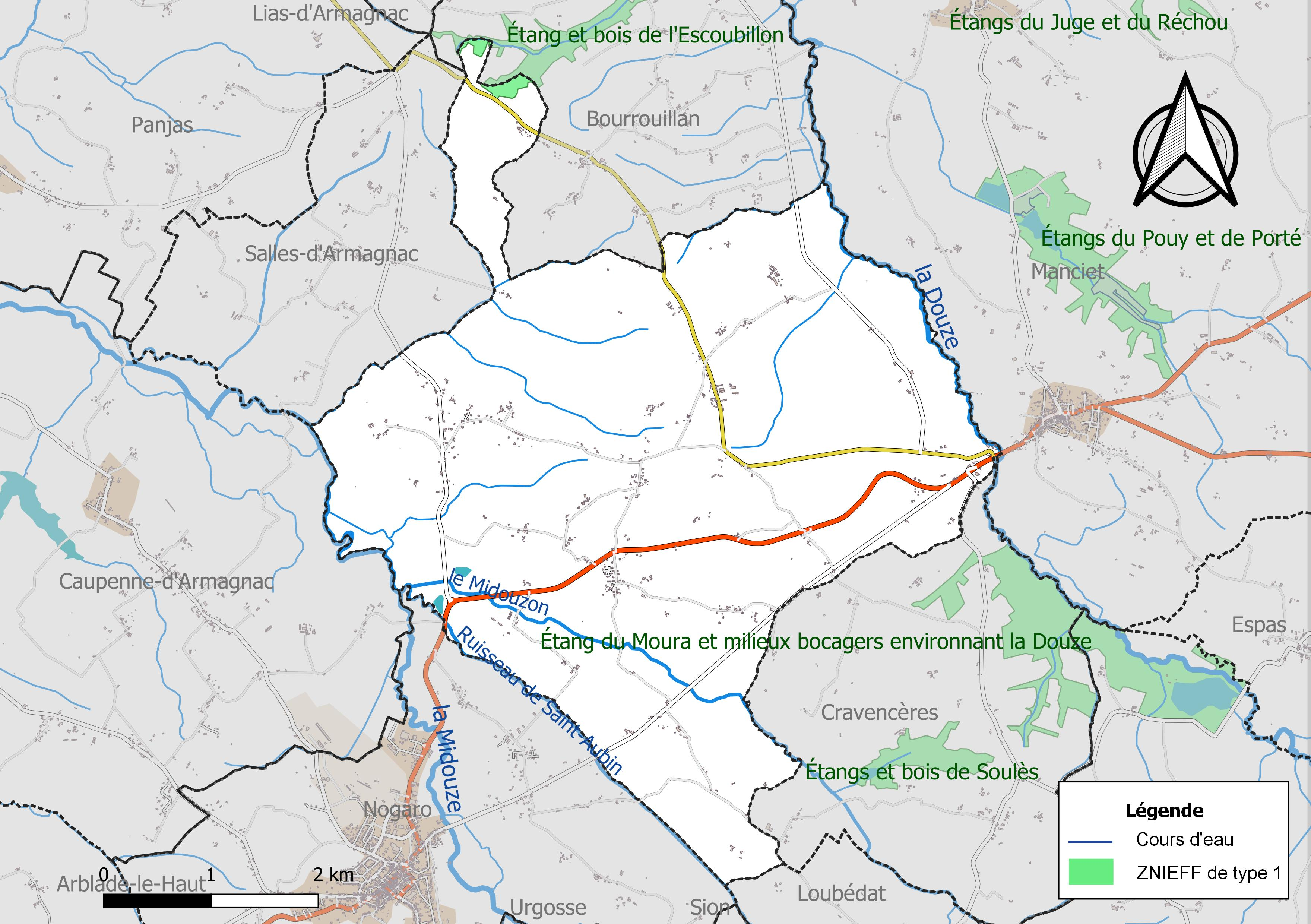
Carte de la ZNIEFF de type 1 sur la commune.
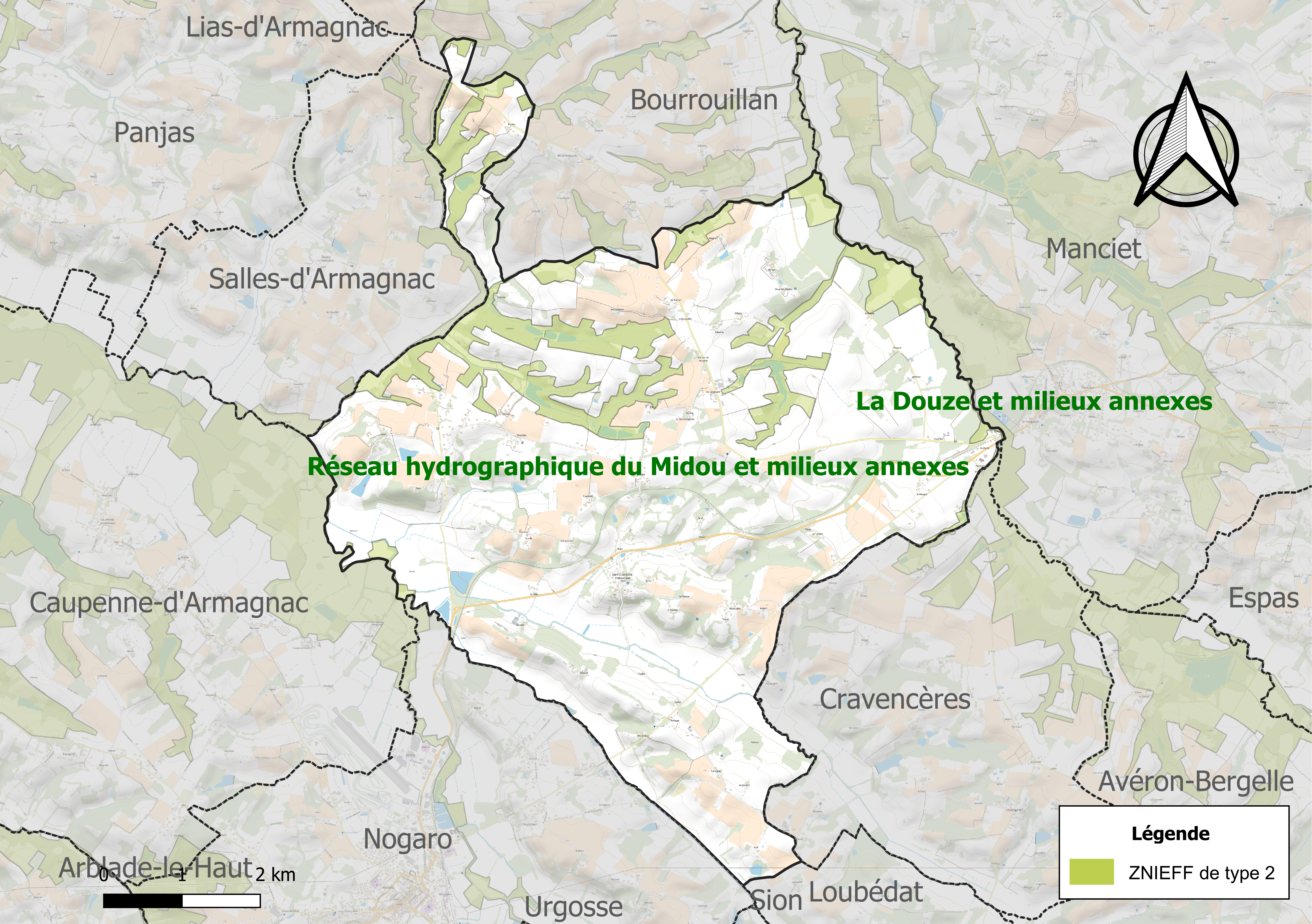
Carte des ZNIEFF de type 2 sur la commune.

## Urbanisme

### Typologie
Au 1er janvier 2024, Sainte-Christie-d'Armagnac est catégorisée commune rurale à habitat très dispersé, selon la nouvelle grille communale de densité à sept niveaux définie par l'Insee en 2022.
Elle est située hors unité urbaine. Par ailleurs la commune fait partie de l'aire d'attraction de Nogaro, dont elle est une commune de la couronne,. Cette aire, qui regroupe 18 communes, est catégorisée dans les aires de moins de 50 000 habitants,.

### Occupation des sols
L'occupation des sols de la commune, telle qu'elle ressort de la base de données européenne d’occupation biophysique des sols Corine Land Cover (CLC), est marquée par l'importance des territoires agricoles (94 % en 2018), en augmentation par rapport à 1990 (91,9 %). La répartition détaillée en 2018 est la suivante : 
terres arables (39,1 %), zones agricoles hétérogènes (38,2 %), cultures permanentes (14,6 %), forêts (6 %), prairies (2 %). L'évolution de l’occupation des sols de la commune et de ses infrastructures peut être observée sur les différentes représentations cartographiques du territoire : la carte de Cassini (XVIIIe siècle), la carte d'état-major (1820-1866) et les cartes ou photos aériennes de l'IGN pour la période actuelle (1950 à aujourd'hui).

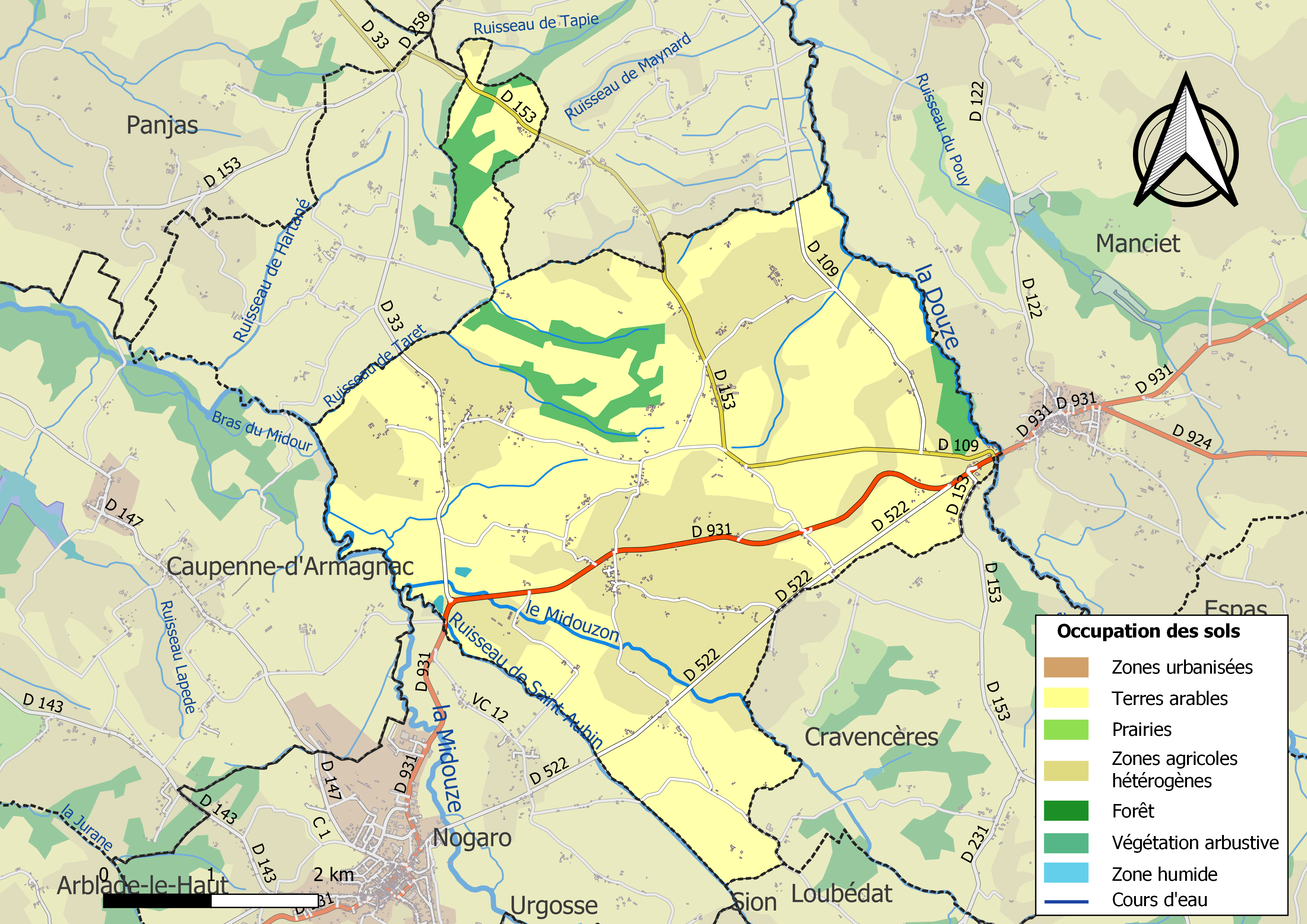
Carte des infrastructures et de l'occupation des sols de la commune en 2018 (CLC).

### Risques majeurs
Le territoire de la commune de Sainte-Christie-d'Armagnac est vulnérable à différents aléas naturels : météorologiques (tempête, orage, neige, grand froid, canicule ou sécheresse) et séisme (sismicité très faible). Un site publié par le BRGM permet d'évaluer simplement et rapidement les risques d'un bien localisé soit par son adresse soit par le numéro de sa parcelle.

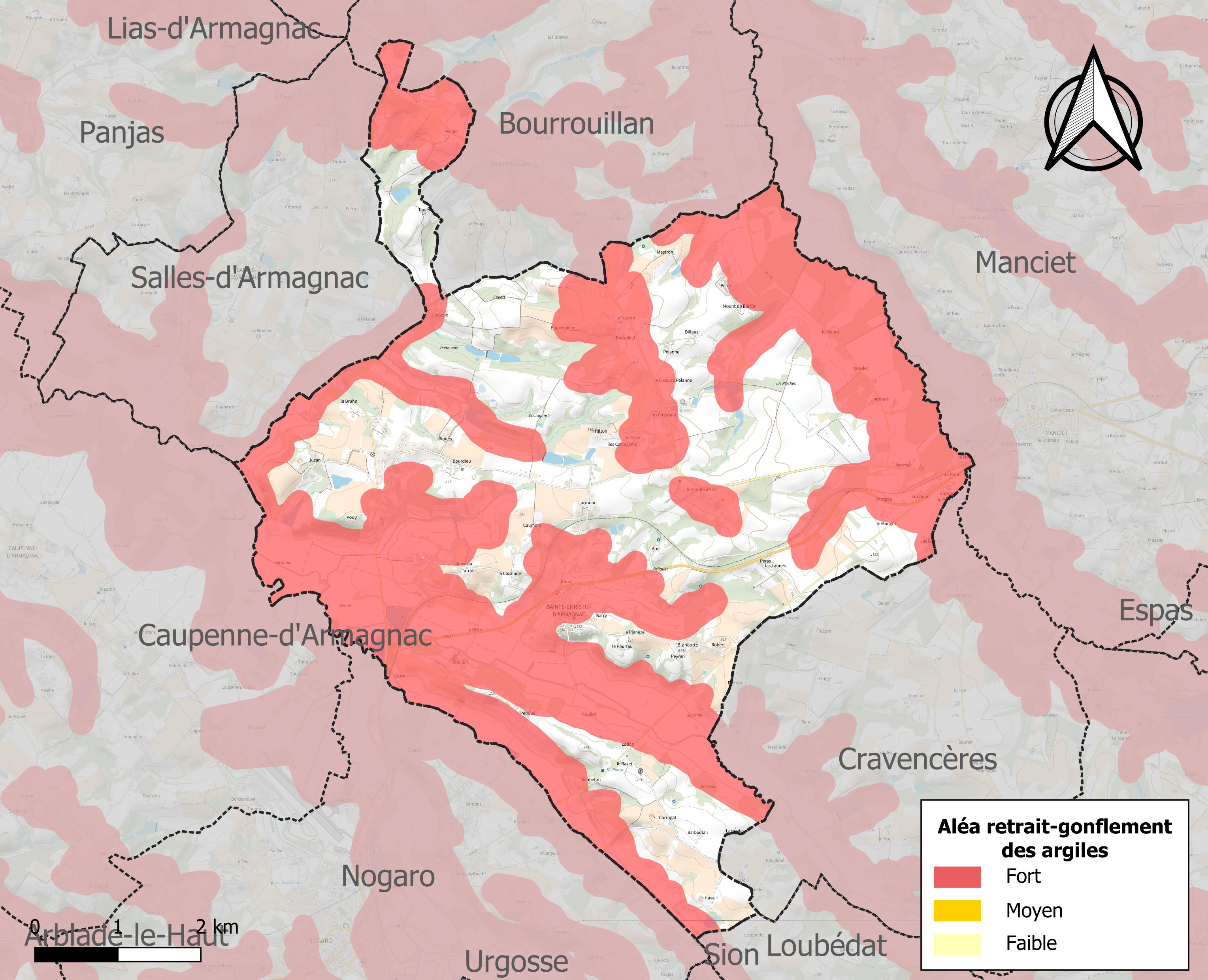
Carte des zones d'aléa retrait-gonflement des sols argileux de Sainte-Christie-d'Armagnac.

Le retrait-gonflement des sols argileux est susceptible d'engendrer des dommages importants aux bâtiments en cas d’alternance de périodes de sécheresse et de pluie. 55,7 % de la superficie communale est en aléa moyen ou fort (94,5 % au niveau départemental et 48,5 % au niveau national). Sur les 213 bâtiments dénombrés sur la commune en 2019, 94 sont en aléa moyen ou fort, soit 44 %, à comparer aux 93 % au niveau départemental et 54 % au niveau national. Une cartographie de l'exposition du territoire national au retrait gonflement des sols argileux est disponible sur le site du BRGM,.
Par ailleurs, afin de mieux appréhender le risque d’affaissement de terrain, l'inventaire national des cavités souterraines permet de localiser celles situées sur la commune.
La commune a été reconnue en état de catastrophe naturelle au titre des dommages causés par les inondations et coulées de boue survenues en 1983, 1993, 1999 et 2009. Concernant les mouvements de terrains, la commune a été reconnue en état de catastrophe naturelle au titre des dommages causés par la sécheresse en 1989 et par des mouvements de terrain en 1999.

## Les Templiers et les Hospitaliers
Sainte-Christie était au XIIIe siècle une commanderie templière puis hospitalière de l'ordre de Saint-Jean de Jérusalem. Après le remembrement consécutif à la dévolution des biens de l'ordre du Temple, Sainte-Christie et les possessions qui en dépendaient passent sous la juridiction de la commanderie de La Cavalerie en Armagnac (Castéra-Verduzan)  au sein du grand prieuré de Toulouse.

## Politique et administration

### Liste des maires

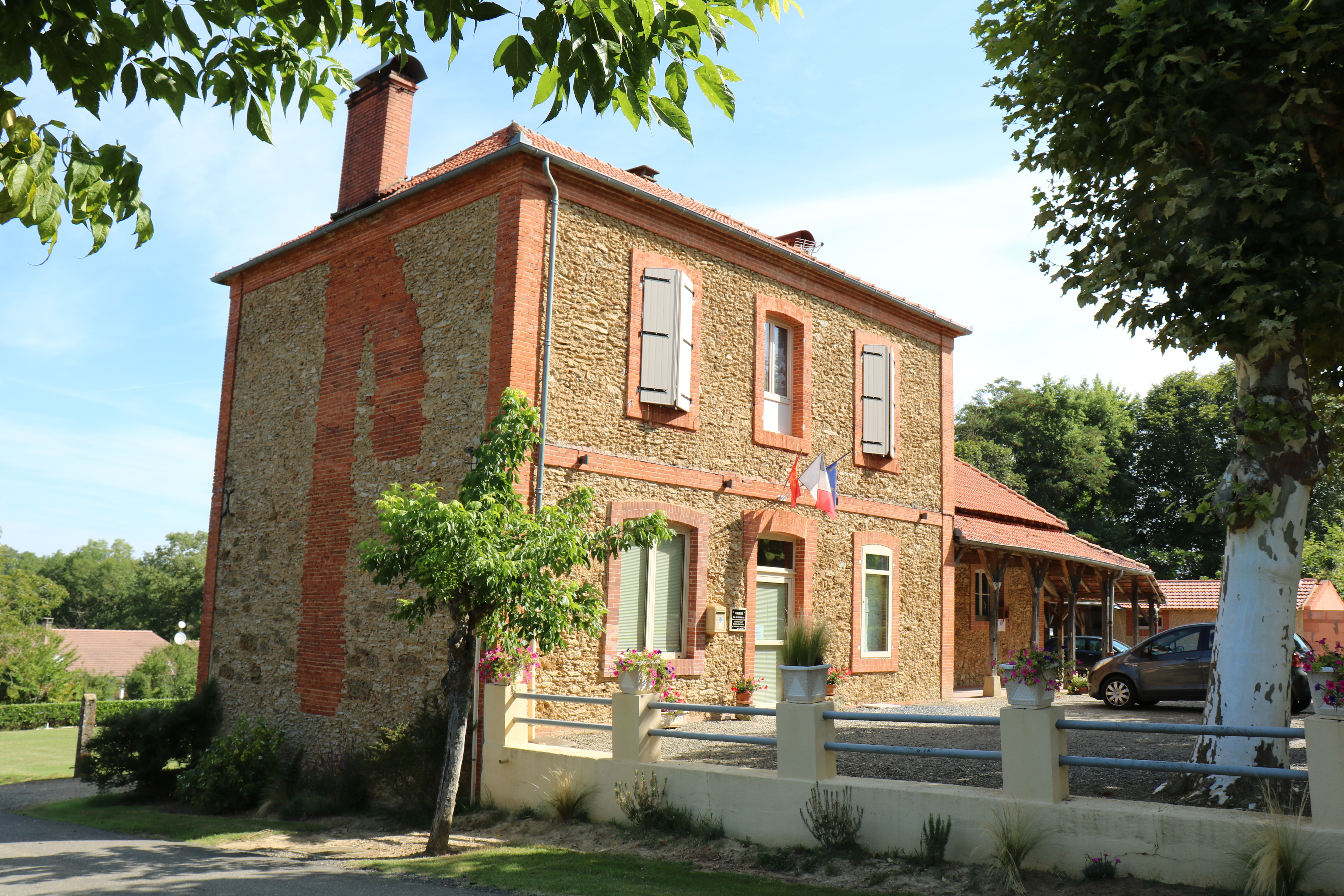
La mairie.

| Période                                  | Période  | Identité             | Étiquette | Qualité                    |
| ---------------------------------------- | -------- | -------------------- | --------- | -------------------------- |
|                                          |          |                      |           |                            |
| 2001                                     | 2014     | Pierre Barrail       | SE        |                            |
| mars 2014                                | En cours | Thierry Saint-Martin | SE        | entreprise travaux publics |
| Les données manquantes sont à compléter. |          |                      |           |                            |

## Population et société

### Démographie
L'évolution du nombre d'habitants est connue à travers les recensements de la population effectués dans la commune depuis 1793. Pour les communes de moins de 10 000 habitants, une enquête de recensement portant sur toute la population est réalisée tous les cinq ans, les populations de référence des années intermédiaires étant quant à elles estimées par interpolation ou extrapolation. Pour la commune, le premier recensement exhaustif entrant dans le cadre du nouveau dispositif a été réalisé en 2007.

En 2022, la commune comptait 379 habitants, en évolution de −1,04 % par rapport à 2016 (Gers : +1,04 %, France hors Mayotte : +2,11 %).
| 1793 | 1800 | 1806 | 1821 | 1831 | 1841 | 1846 | 1851 | 1856 |
| ---- | ---- | ---- | ---- | ---- | ---- | ---- | ---- | ---- |
| 840  | 634  | 707  | 930  | 907  | 906  | 916  | 938  | 953  |

| 1861 | 1866 | 1872 | 1876 | 1881 | 1886 | 1891 | 1896 | 1901 |
| ---- | ---- | ---- | ---- | ---- | ---- | ---- | ---- | ---- |
| 932  | 928  | 832  | 820  | 809  | 686  | 818  | 753  | 697  |

| 1906 | 1911 | 1921 | 1926 | 1931 | 1936 | 1946 | 1954 | 1962 |
| ---- | ---- | ---- | ---- | ---- | ---- | ---- | ---- | ---- |
| 680  | 619  | 542  | 539  | 515  | 515  | 515  | 503  | 504  |

| 1968 | 1975 | 1982 | 1990 | 1999 | 2006 | 2007 | 2012 | 2017 |
| ---- | ---- | ---- | ---- | ---- | ---- | ---- | ---- | ---- |
| 453  | 402  | 365  | 360  | 338  | 349  | 350  | 395  | 373  |

| 2022 | - | - | - | - | - | - | - | - |
| ---- | - | - | - | - | - | - | - | - |
| 379  | - | - | - | - | - | - | - | - |

## Économie

### Revenus
En 2018  (données Insee publiées en septembre 2021), la commune compte 159 ménages fiscaux, regroupant 366 personnes. La médiane du revenu disponible par unité de consommation est de 20 360 € (20 820 € dans le département).

### Emploi
|                | 2008  | 2013  | 2018  |
| -------------- | ----- | ----- | ----- |
| Commune        | 6,2 % | 6,3 % | 4,7 % |
| Département    | 6,1 % | 7,5 % | 8,2 % |
| France entière | 8,3 % | 10 %  | 10 %  |

En 2018, la population âgée de 15 à 64 ans s'élève à 216 personnes, parmi lesquelles on compte 78 % d'actifs (73,4 % ayant un emploi et 4,7 % de chômeurs) et 22 % d'inactifs,. En  2018, le taux de chômage communal (au sens du recensement) des 15-64 ans est inférieur à celui de la France et département, alors qu'en 2008 il était supérieur à celui du département et inférieur à celui de la France.
La commune fait partie de la couronne de l'aire d'attraction de Nogaro, du fait qu'au moins 15 % des actifs travaillent dans le pôle,. Elle compte 78 emplois en 2018, contre 69 en 2013 et 66 en 2008. Le nombre d'actifs ayant un emploi résidant dans la commune est de 159, soit un indicateur de concentration d'emploi de 48,8 % et un taux d'activité parmi les 15 ans ou plus de 54,3 %.
Sur ces 159 actifs de 15 ans ou plus ayant un emploi, 42 travaillent dans la commune, soit 27 % des habitants. Pour se rendre au travail, 87,3 % des habitants utilisent un véhicule personnel ou de fonction à quatre roues, 0,6 % les transports en commun, 9,6 % s'y rendent en deux-roues, à vélo ou à pied et 2,5 % n'ont pas besoin de transport (travail au domicile).

### Activités hors agriculture
16 établissements sont implantés  à Sainte-Christie-d'Armagnac au 31 décembre 2019.
Le secteur des activités spécialisées, scientifiques et techniques et des activités de services administratifs et de soutien est prépondérant sur la commune puisqu'il représente 25 % du nombre total d'établissements de la commune (4 sur les 16 entreprises implantées  à Sainte-Christie-d'Armagnac), contre 14,4 % au niveau départemental.

### Agriculture
Le nombre d'exploitations agricoles en activité et ayant leur siège dans la commune est de 23 lors du recensement agricole de 2020 et la surface agricole utilisée de 1909 ha,.

## Culture locale et patrimoine

### Lieux et monuments
- Église Saint-Pierre ;
- Château en brique ruiné ;
- Moulin à vent ruiné ;
- Tumulus.

### Personnalités liées à la commune
- Pierrette Trichet (1953-) : maître de chai née à Sainte-Christie-d'Armagnac.